# Xerobion hortobagyi
Xerobion hortobagyi är en insektsart. Xerobion hortobagyi ingår i släktet Xerobion och familjen långrörsbladlöss. Inga underarter finns listade i Catalogue of Life.